# New Poor Law
Pour les articles homonymes, voir Poor.
 (novembre 2023).
Si vous disposez d'ouvrages ou d'articles de référence ou si vous connaissez des sites web de qualité traitant du thème abordé ici, merci de compléter l'article en donnant les références utiles à sa vérifiabilité et en les liant à la section « Notes et références ».
La New Poor Law (littéralement Poor Law Amendment Act), Nouvelle loi sur les pauvres, est un texte de loi britannique de 1834 modifiant l'ancienne loi d'assistance aux pauvres (Act for the Relief of the Poor dite Poor Law) de l'époque élisabéthaine.
Cette nouvelle loi, qui fait suite au Reform Act 1832, mettait fin à l'assistance à domicile aux indigents, considérée comme trop onéreuse et instituait leur enfermement en workhouses, selon le principe de less eligibility (les conditions dans le cadre de l'assistance devaient être moins bonnes que celles envisageables dans le cadre d'un emploi salarié).
Les enfants orphelins étaient nombreux parmi les indigents de l'époque victorienne. Leurs conditions de vie, qui n'avaient rien de réjouissant, ont inspiré à Charles Dickens son roman Oliver Twist, publié sous forme de feuilletons entre 1837 et 1839. 
L'importance de la New Poor Law a décliné avec l'apparition de l'État-providence au XXe siècle. En 1948, elle a été annulée par le National Assistance Act (en), qui a créé le National Assistance Board (en) pour l'aide aux plus pauvres.